# Gala (emperatriz)
Flavia Gala (en latín: Flavia Galla; fallecida en 394) fue una princesa del Imperio romano de Occidente y emperatriz del Imperio romano.

## Biografía
Era hija del augusto Valentiniano I, emperador de Occidente, y de su segunda esposa Justina, quien había estado casada previamente con el usurpador Magnencio, derrotado en el año 353 por Constancio II. 

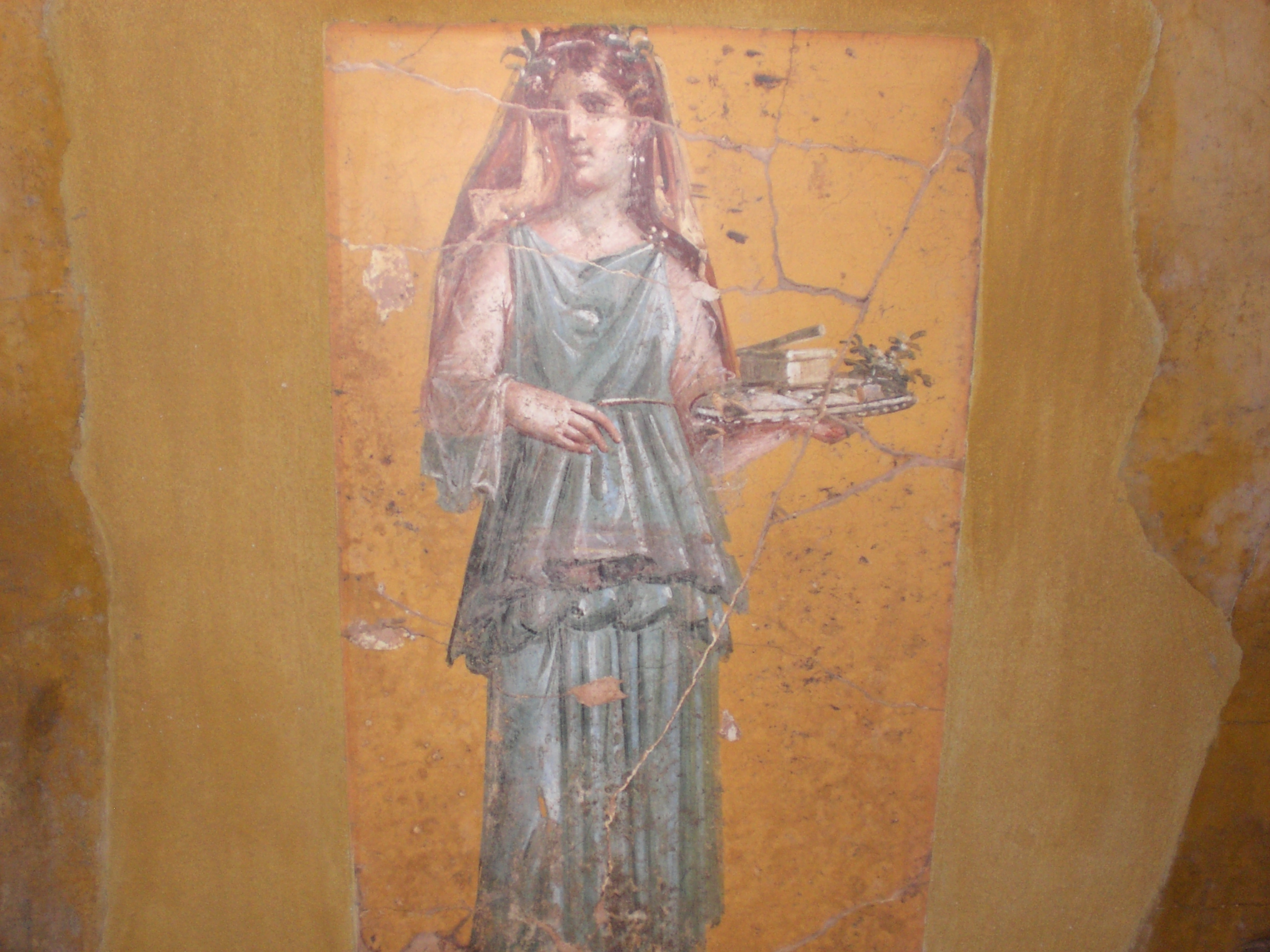
Fresco romano de una dama romana.

Su hermano mayor Graciano, su hermanastro, murió en 383 y cuando el menor Valentiniano II fue destronado en 387 por Máximo, se trasladó junto a su madre a Tesalónica donde conoció al augusto Teodosio, emperador de Oriente, recientemente viudo. Teodosio la pidió como esposa, su segunda esposa, y restableció a Valentiniano en Occidente.
Fue madre de Gala Placidia.